# غاري فليتشير
غاري فليتشير (بالإنجليزية: Gary Fletcher)‏ هو مبارز بالسيف بريطاني، ولد في 12 فبراير 1962 في أشتون أندر لاين ‏ في المملكة المتحدة.

## وصلات خارجية
- غاري فليتشير على موقع أوليمبيديا (الإنجليزية)